# Schersminsläktet
Schersminsläktet (Philadelphus) är ett växtsläkte blommande buskar inom familjen hortensiaväxter med 60 arter. De är 1–6 meter höga, som regel lövfällande, och växer naturligt i Nordamerika, Asien och östra Europa. I Sverige är schersminer vanliga trädgårdsväxter, till exempel doftschersmin och smultronschersmin. På grund av namnlikhet och doftlikhet förväxlas den ofta med jasminer.
Blommorna är vita och de enkla sorterna har fyra kronblad, och de blommar som regel under försommaren, direkt efter syrenen. Blommorna doftar ofta mycket starkt. Bladen och blommorna innehåller giftiga ämnen.
Till västra Europa kom doftschersmin från Osmanska riket under 1500-talet.

## Bildgalleri

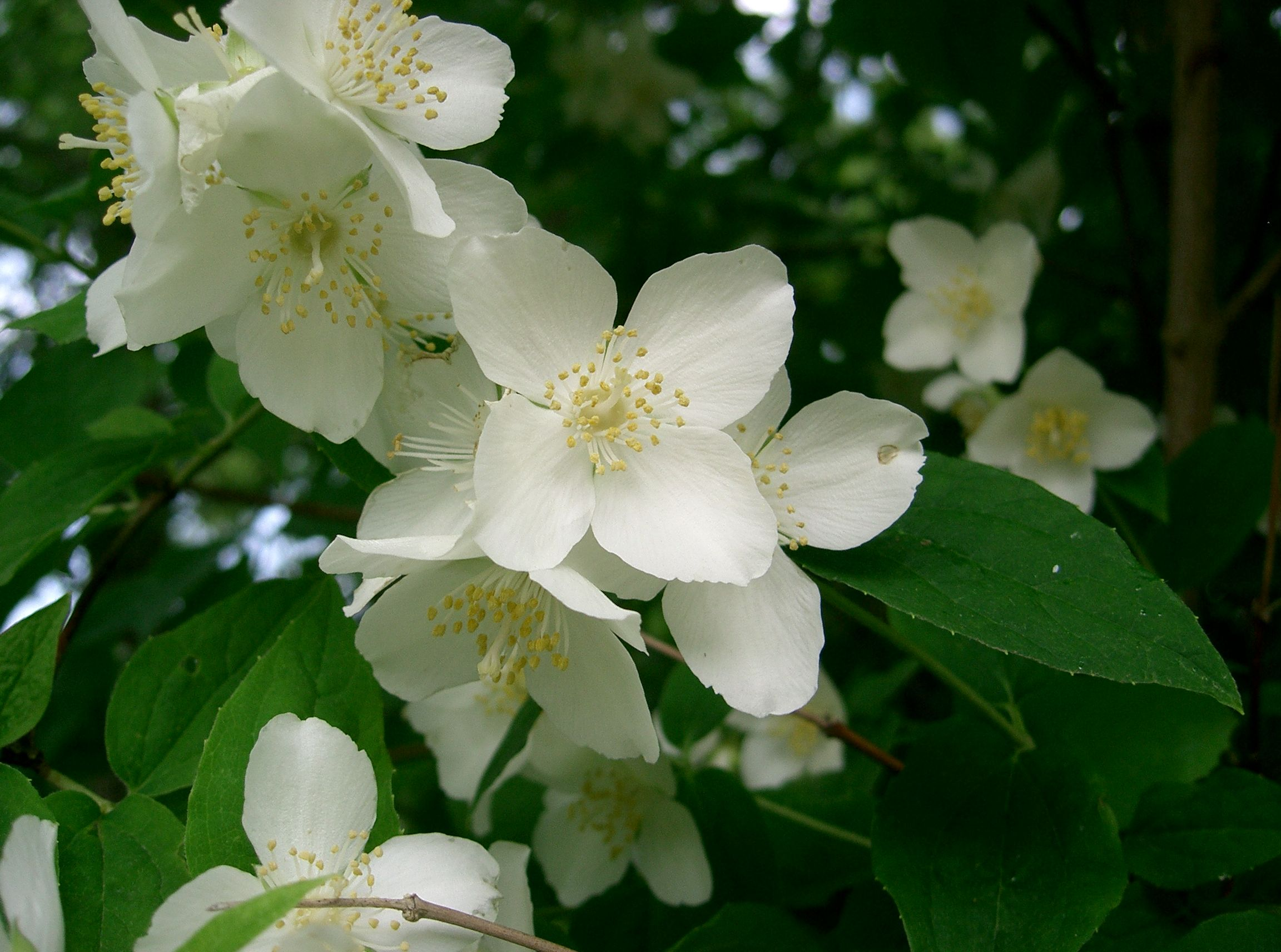
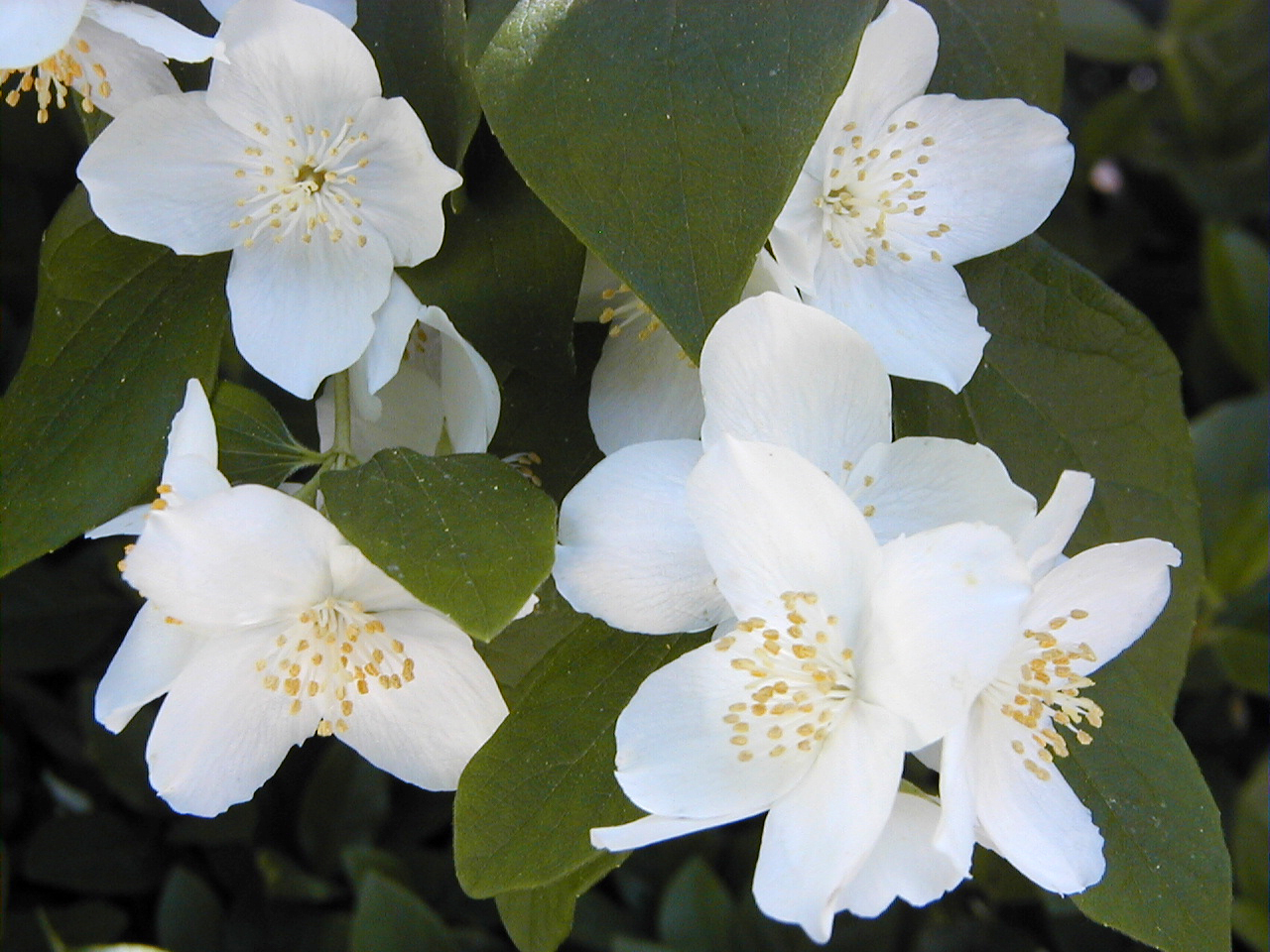
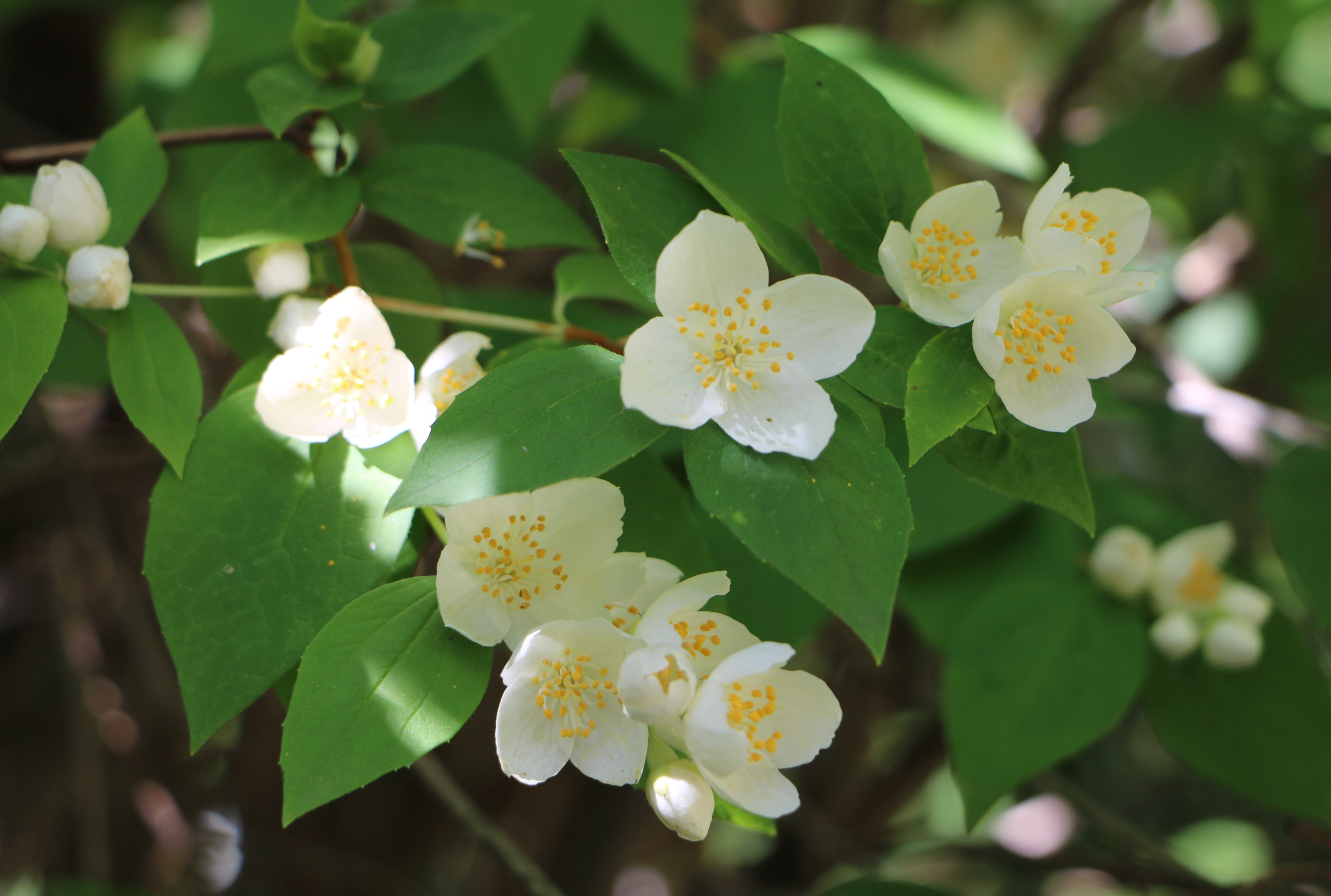
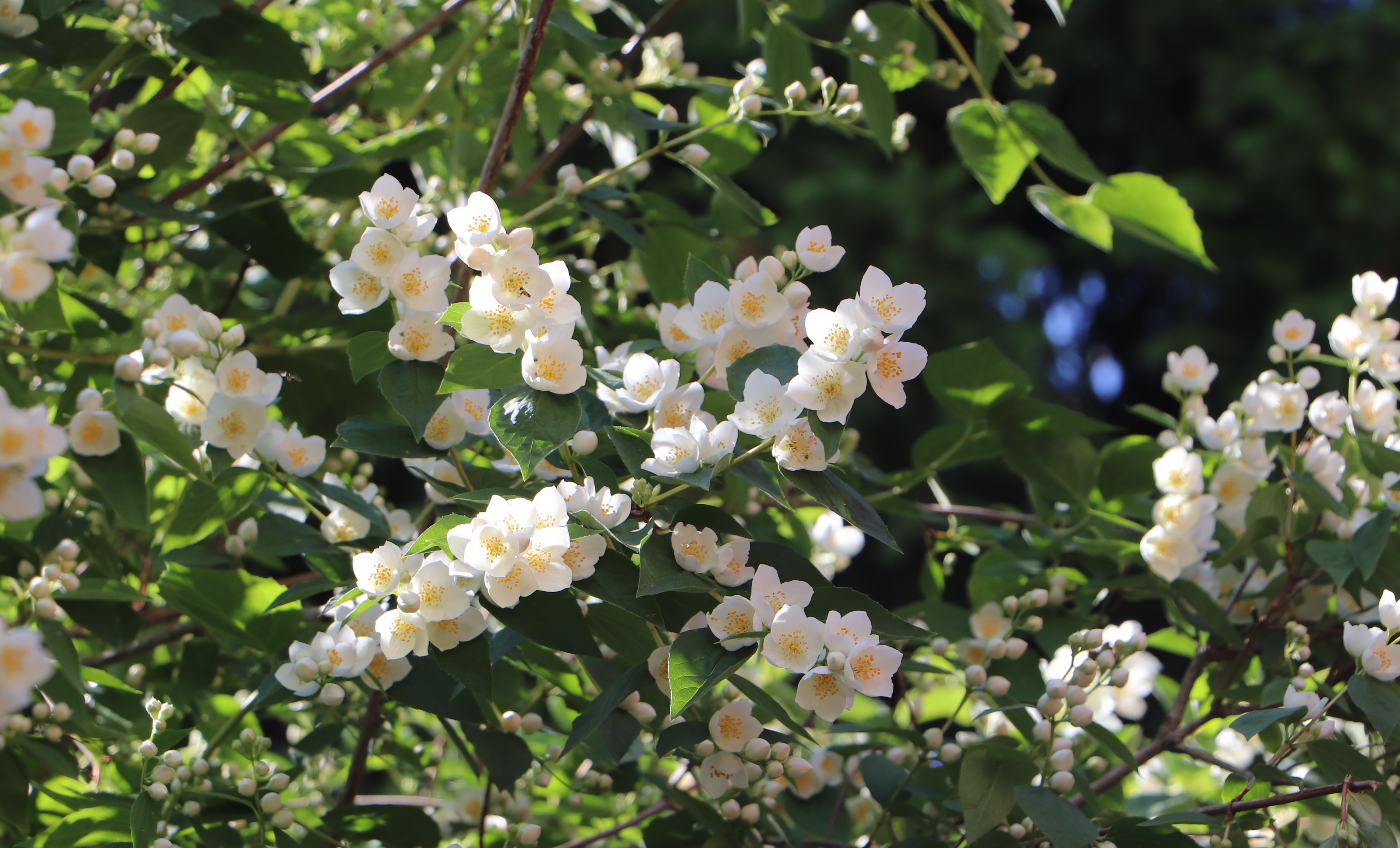
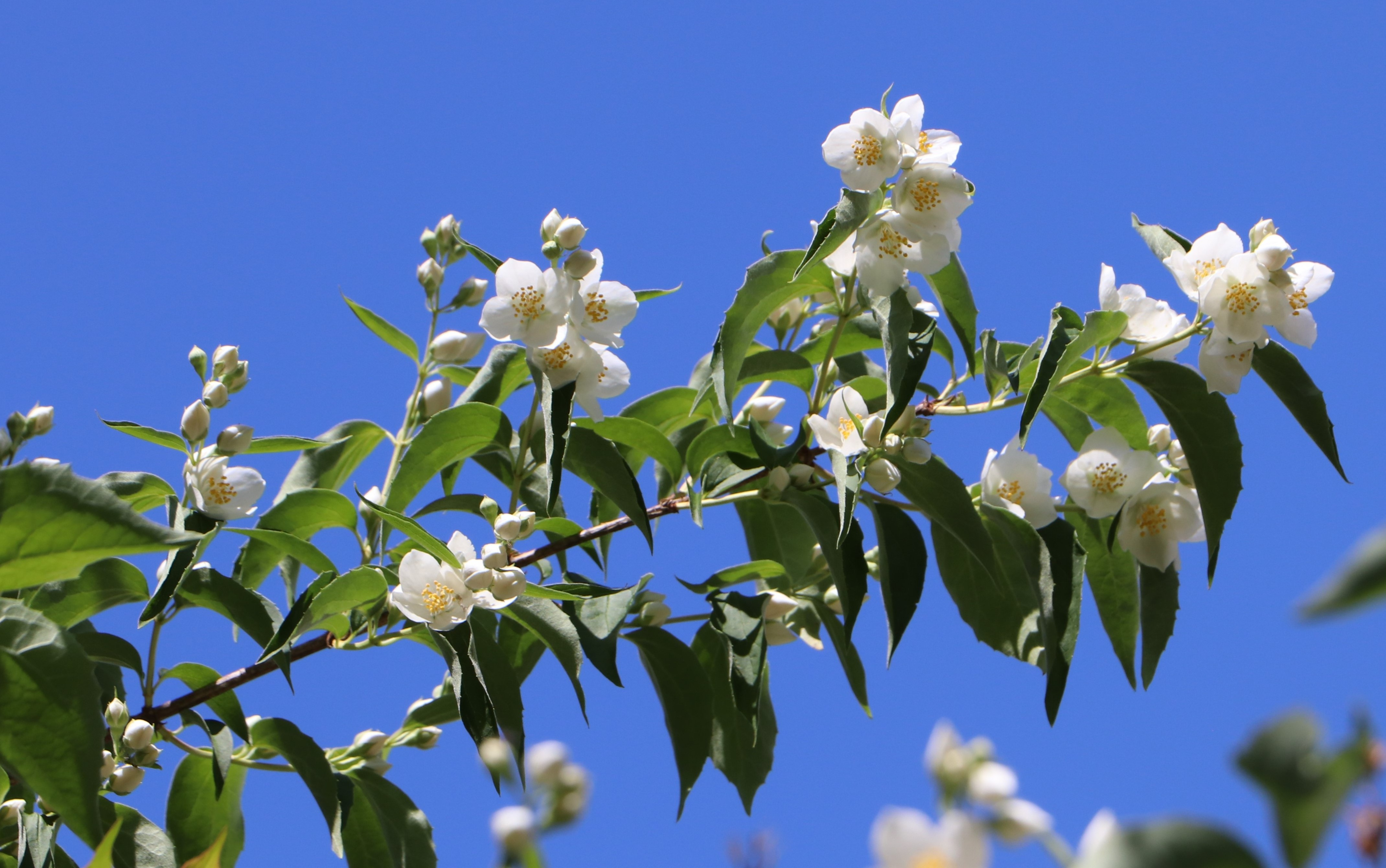

## Dottertaxa till Schersminer, i alfabetisk ordning[3]
- Philadelphus affinis
- Philadelphus argenteus
- Philadelphus asperifolius
- Philadelphus austromexicanus
- Philadelphus brachybotrys
- Philadelphus calcicola
- Philadelphus californicus
- Philadelphus calvescens
- Philadelphus caucasicus
- Philadelphus caudatus
- Philadelphus confusus
- Philadelphus cordifolius
- Philadelphus coronarius
- Philadelphus coulteri
- Philadelphus dasycalyx
- Philadelphus delavayi
- Philadelphus ernestii
- Philadelphus floridus
- Philadelphus gattingeri
- Philadelphus glabripetalus
- Philadelphus henryi
- Philadelphus hirsutus
- Philadelphus hitchcockianus
- Philadelphus incanus
- Philadelphus inodorus
- Philadelphus kansuensis
- Philadelphus karwinskyanus
- Philadelphus koreanus
- Philadelphus kunmingensis
- Philadelphus lasiogynus
- Philadelphus laxiflorus
- Philadelphus lewisii
- Philadelphus lushuiensis
- Philadelphus maculatus
- Philadelphus mearnsii
- Philadelphus mexicanus
- Philadelphus microphyllus
- Philadelphus myrtoides
- Philadelphus oreganus
- Philadelphus osmanthus
- Philadelphus palmeri
- Philadelphus pekinensis
- Philadelphus pringlei
- Philadelphus pubescens
- Philadelphus pueblanus
- Philadelphus pumilus
- Philadelphus purpurascens
- Philadelphus reevesianus
- Philadelphus robustus
- Philadelphus sargentianus
- Philadelphus satsumi
- Philadelphus scaber
- Philadelphus schrenkii
- Philadelphus seoulensis
- Philadelphus sericanthus
- Philadelphus serpyllifolius
- Philadelphus sharpianus
- Philadelphus subcanus
- Philadelphus tenuifolius
- Philadelphus tetragonus
- Philadelphus texensis
- Philadelphus tomentosus
- Philadelphus trichothecus
- Philadelphus tsianschanensis
- Philadelphus wootonii
- Philadelphus zelleri
- Philadelphus zhejiangensis